# Gene Damschroder
Eugene E. "Gene" Damschroder (Condado de Sandusky, 14 de janeiro de 1922 – Fremont, 8 de junho de 2008) foi um político e aviador estadunidense. Ele foi membro da Ohio House of Representatives entre 1973 e 1983. Fazia parte do Partido Republicano. Em 8 de junho de 2008, Damschroder foi morto quando pilotava a aeronave Cessna, e esta colidiu com outro avião com 5 pessoas a bordo.